# Showtime (James Brown)
Showtime è l'ottavo album in studio del cantante statunitense James Brown, pubblicato nel 1964.

## Tracce
1. Introduction of James Brown by Danny Ray – 0:13
2. Caldonia – 2:44
3. Don't Cry Baby – 3:06
4. Sweet Lorraine – 2:30
5. Out of the Blue – 2:19
6. Somebody Changed the Lock on My Door – 3:52
7. Evil – 2:50
8. Blues for My Baby – 3:03
9. For You My Love – 2:24
10. Ain't Nobody Here but Us Chickens – 2:59
11. The Things That I Used to Do – 2:56
12. You're Nobody 'Til Somebody Loves You – 3:00